# Жозеф-Антуан Белл
Жозе́ф-Антуа́н Белл (фр. Joseph-Antoine Bell; нар. 8 жовтня 1954, Дуала) — камерунський футболіст. Посідає перше місце у списку найкращих воротарів Африки XX сторіччя за версією IFFHS.

## Клубна кар'єра
У дорослому футболі дебютував 1975 року виступами за команду клубу «Юніон Дуала», в якій провів шість сезонів.
Згодом з 1981 по 1985 рік грав у складі команд клубів «Африка Спортс» та «Ель Мокаволун аль-Араб».
Своєю грою за останню команду привернув увагу представників тренерського штабу клубу «Марсель», до складу якого приєднався 1985 року. Відіграв за команду з Марселя наступні три сезони своєї ігрової кар'єри. Більшість часу, проведеного у складі «Марселя», був основним голкіпером команди.
Протягом 1988—1991 років захищав кольори клубів «Тулон» та «Бордо».
Завершив професійну ігрову кар'єру у клубі «Сент-Етьєн», за команду якого виступав протягом 1991—1994 років.

## Виступи за збірну
1976 року дебютував в офіційних матчах у складі національної збірної Камеруну. Протягом кар'єри у національній команді, яка тривала 19 років, провів у формі головної команди країни лише 50 матчів.
У складі збірної був учасником чемпіонату світу 1982 року в Іспанії, Кубка африканських націй 1984 року у Кот-д'Івуарі, здобувши того року титул континентального чемпіона, чемпіонату світу 1990 року в Італії, Кубка африканських націй 1992 року у Сенегалі, чемпіонату світу 1994 року у США.

## Досягнення
- Чемпіон Африки (2): 1984, 1988
- Володар Кубка африканських чемпіонів (1): 1979
- Володар Кубка володарів кубків африканських країн (1): 1983
- Чемпіон Камеруна (2): 1976, 1978
- Чемпіон Єгипта (1): 1983
- Віце-чемпіон Франції (2): 1987, 1990
- Фіналіст Кубка Франції (2): 1986, 1987

## Статистика
Статистика виступів у французьких клубах:
| Сезон             | Команда             | Чемпіонат         | Чемпіонат | Чемпіонат | Кубок | Кубок | Єврокубки | Єврокубки |
| Сезон             | Команда             | Ліга              | І         | ПГ        | І     | ПГ    | І         | ПГ        |
| ----------------- | ------------------- | ----------------- | --------- | --------- | ----- | ----- | --------- | --------- |
| 1985/86           | «Олімпік» (Марсель) | Д-1               | 36        |           | 10    |       | —         | —         |
| 1986/87           | «Олімпік» (Марсель) | Д-1               | 38        |           | 10    |       | —         | —         |
| 1987/88           | «Олімпік» (Марсель) | Д-1               | 35        |           | 1     |       | 7         |           |
| 1988/89           | «Тулон»             | Д-1               | 31        |           | 5     |       | —         | —         |
| 1989/90           | «Бордо»             | Д-1               | 38        |           | 4     |       | —         | —         |
| 1990/91           | «Бордо»             | Д-1               | 37        |           | —     | —     | 6         |           |
| 1991/92           | «Сент-Етьєн»        | Д-1               | 35        |           | 3     |       | —         | —         |
| 1992/93           | «Сент-Етьєн»        | Д-1               | 38        |           | 5     |       | —         | —         |
| 1993/94           | «Сент-Етьєн»        | Д-1               | 26        |           | 1     |       | —         | —         |
| Усього за кар'єру | Усього за кар'єру   | Усього за кар'єру | 314       |           | 39    |       | 13        |           |

Статистика виступів на чемпіонаті світу:
| 19 червня 1994 16:35 |

| Камерун                | 2 — 2  | Швеція           |
| ---------------------- | ------ | ---------------- |
| Ембе 31' Омам-Біїк 47' | (звіт) | Юнг 8' Далін 75' |

| «Роуз Боул», Пасадена Глядачів: 93 194 Арбітр: Техада |

Камерун: Белл, Сонг, Лібії, Омам-Біїк, Мбу, М'Феде (Мабоанг, 88), Калла, Татав, Агбо, Фое, Ембе (Муєме, 81). Тренер — Мішель.
Швеція: Равеллі, Р. Нільссон, П. Андерссон, Бйорклунд, Юнг, Інгессон (К. Андерссон, 76), Шварц, Терн, Блумквіст (Ларссон, 61), Далін, Бролін. Тренер — Свенссон.
| 24 червня 1994 13:05 |

| Бразилія                                 | 3 — 0  | Камерун |
| ---------------------------------------- | ------ | ------- |
| Ромаріо 39' Марсіо Сантос 66' Бебето 73' | (звіт) |         |

| «Стенфорд Стедіум», Пало-Альто Глядачів: 83 401 Арбітр: Брісіо |

Бразилія: Таффарел, Жоржиньйо, Алдаїр, Марсіо Сантос, Дунга, Раї (Мюллер, 81), Леонардо, Зіньйо (Пауло Сержіо 75), Бебето, Ромаріо. Тренер — Карлос Альберто.
Камерун: Белл, Сонг, Лібії, Омам-Біїк, Мбу, М'Феде (Мабоанг, 71), Калла, Татав, Агбо, Фое, Ембе (Мілла, 64). Тренер — Мішель.